# Catanduvas (Santa Catarina)
Catanduvas is een gemeente in de Braziliaanse deelstaat Santa Catarina. De gemeente telt 9.119 inwoners (schatting 2009).

## Aangrenzende gemeenten
De gemeente grenst aan Água Doce, Irani, Jaborá, Joaçaba en Vargem Bonita.